# Fartel Mihály
Fartel Mihály (Seregélyes, 1935. augusztus 13. – Zichyújfalu, 2010. március 13.) magyar traktoros, az Agárdi Állami Gazdaság brigádvezetője.

## Pályafutása
1970-ben megkapta a Magyar Népköztársaság Állami Díjának második fokozatát (megosztva Nagy Józseffel és Németh Tiborral), az Agárdi Állami Gazdaság Zichyújfalui Kerülete szocialista brigádjának megszervezéséért és az NDK-beli nagy teljesítményű kombájnok üzemeltetésében elért eredményéért.
1980-ban a Munka Érdemrend arany fokozatával tüntették ki.
2010. március 13-án hunyt el Zichyújfaluban.